# Gloucester (Carolina del Norte)
Gloucester es un lugar designado por el censo ubicado en el condado de Carteret en el estado estadounidense de Carolina del Norte. La localidad en el año 2010, tenía una población de 537 habitantes.

## Geografía
Gloucester se encuentra ubicado en las coordenadas 34°43′44.3″N 76°32′20.21″O / 34.728972, -76.5389472.